# ITF Women's Circuit Caceres
L'ITF Women's Circuit Caceres è un torneo professionistico di tennis giocato su campi in cemento. Fa parte dell'ITF Women's Circuit. Si gioca annualmente a Cáceres in Spagna.

## Albo d'oro

### Singolare
| Anno | Campionessa             | Finalista        | Punteggio |
| ---- | ----------------------- | ---------------- | --------- |
| 2011 | Garbiñe Muguruza Blanco | Çağla Büyükakçay | 6–4, 6–3  |

### Doppio
| Anno | Campionesse                         | Finaliste                        | Punteggio |
| ---- | ----------------------------------- | -------------------------------- | --------- |
| 2011 | Richèl Hogenkamp Maria João Koehler | Victoria Larrière Irena Pavlović | 6–4, 6–4  |